# Canacé et Macarée
Pour les articles homonymes, voir Canacé et Macarée.

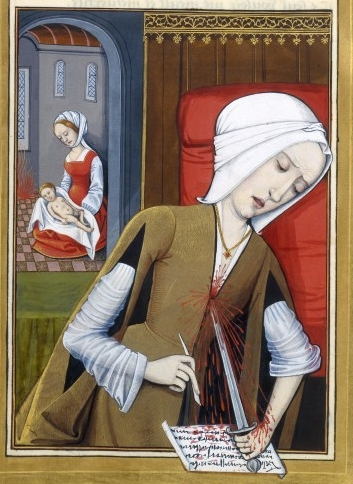
Suicide de Canacé. Miniature extraite des Epistres d'Ovide (traduction d'Octavien de Aint-Gelais, 1496-1498), BnF (Cote : Français 875). Miniature de Robinet Testard.

Dans la mythologie grecque, Canacé (en grec ancien Κανάκη) et Macarée (Μακαρεύς / Makareús) sont une sœur et un frère liés par une union incestueuse.
Ils sont tous deux enfants d'Éole (le fils d'Hippotès, maître des vents et roi des îles Éoliennes) et d'Amphithéa (ou Télépatra) la Lestrygonne. Canacé ne doit pas être confondue avec son homonyme, Canacé de Thessalie, fille d'Éole (le fils d'Hellen et éponyme des Éoliens).
Unie d'un amour incestueux avec son frère Macarée, Canacé tombe enceinte, et leur faute est découverte lors de son accouchement. Fou de rage, Éole abandonne l’enfant aux fauves, et fait parvenir à Canacé une épée, avec ordre de tuer son frère. Elle ne voulut pas se souiller par un homicide, et se perça de cette épée. Macarée en fit autant à son exemple.
Cette légende était le sujet principal d’une pièce d’Euripide intitulée Éole, très populaire durant toute l’antiquité, mais perdue, dont le sujet nous a été transmis par des résumés, de nombreuses allusions et quelques fragments subsistent. Le poète latin Ovide a imaginé dans les Héroïdes une lettre écrite par Canacé à Macarée.